# Merijärvi
Merijärvi är en kommun i landskapet Norra Österbotten i Finland. Merijärvi har 1 076 invånare och har en yta på 231,63 km².
Grannkommuner är Alavieska, Kalajoki, Oulainen, Ylivieska och Pyhäjoki. 
Merijärvi är en enspråkigt finsk kommun.

## Tätorter
Vid tätortsavgränsningen den 31 december 2021 fanns endast en tätort inom Merijärvi kommuns område: Merijärvi kyrkoby med 410 invånare.

## Styre och politik

### Mandatfördelning i Merijärvi kommun, valen 1976–2021
| 2 | 1 | 14 |

| 1 | 1 | 15 |

| 1 | 2 | 14 |

| 2 | 1 | 14 |

| 2 | 1 | 14 |

| 17 |

| 1 | 16 |

| 1 | 16 |

| 10 | 7 |

| 1 | 14 |

| 11 | 4 |

| 3 | 12 |

| 11 | 4 |

| 2 | 13 |

| 7 | 8 |

| 3 | 12 |

| 8 | 7 |

### Vänorter
Merijärvi har inga vänorter.

## Befolkning

### Befolkningsutveckling
| Befolkningsutvecklingen i Merijärvi kommun 1975–2020                                                         | Befolkningsutvecklingen i Merijärvi kommun 1975–2020 | Befolkningsutvecklingen i Merijärvi kommun 1975–2020 | Befolkningsutvecklingen i Merijärvi kommun 1975–2020 | Befolkningsutvecklingen i Merijärvi kommun 1975–2020 |
| --- | ---------------------------------------------------- | ---------------------------------------------------- | ---------------------------------------------------- | ---------------------------------------------------- |
| |                                                      |                                                      |                                                      |                                                      |
| År |                                                      |                                                      | Folkmängd                                            |                                                      |
| 1975 | 1975                                                 |                                                      | 1 552                                                |                                                      |
| 1980 | 1980                                                 |                                                      | 1 371                                                |                                                      |
| 1985 | 1985                                                 |                                                      | 1 424                                                |                                                      |
| 1990 | 1990                                                 |                                                      | 1 470                                                |                                                      |
| 1995 | 1995                                                 |                                                      | 1 437                                                |                                                      |
| 2000 | 2000                                                 |                                                      | 1 370                                                |                                                      |
| 2005 | 2005                                                 |                                                      | 1 273                                                |                                                      |
| 2010 | 2010                                                 |                                                      | 1 202                                                |                                                      |
| 2015 | 2015                                                 |                                                      | 1 134                                                |                                                      |
| 2020 | 2020                                                 |                                                      | 1 078                                                |                                                      |
| Anm: Uppgifterna avser förhållandena den 31 december nämnda år enligt områdesindelningen den 1 januari 2022. |                                                      |                                                      |                                                      |                                                      |

### Språk
Befolkningen efter språk (modersmål) den 31 december 2021. Finska, svenska och samiska räknas som inhemska språk då de har officiell status i landet. Resten av språken räknas som främmande. För språk med färre än 10 talare är siffran dold av Statistikcentralen på grund av sekretesskäl.
| Språk                        | Talare 2021-12-31 | Talare 2021-12-31 |
| Språk                        | Antal             | Andel (%)         |
| ---------------------------- | ----------------- | ----------------- |
| Hela befolkningen            | 1 076             | 100,0             |
| Inhemska språk totalt        | 1 073             | 99,7              |
| Finska                       | 1 072             | 99,6              |
| Svenska                      | 1                 | 0,1               |
| Främmande språk totalt       | 3                 | 0,3               |
| Språk med färre än 10 talare | 3                 | 0,3               |

|  | Finska (99,6 %) |

|  | Svenska (0,1 %) |

|  | Främmande språk (0,3 %) |

|  | Finska (99,6 %) |

|  | Svenska (0,1 %) |

|  | Främmande språk (0,3 %) |

## Kända personer från Merijärvi
- Mikko Kinnunen, politiker